# 박성호 (1972년)
박성호(1972년 5월 13일~)는 대한민국의 언론인이며, 서울 생이고, 1995년 11월에 MBC 문화방송 소속 뉴스 보도 기자로 입사했다.

## 학력
- 서울고등학교 졸업
- 고려대학교 철학과 학사
- 영국 웨일스 카디프 대학교 대학원 저널리즘학과 언론학 석사
- 고려대학교 대학원 신문방송학과 언론학 박사

## 경력
- 1995년 11월 : 문화방송 입사
- 1995년 12월 : 보도국 사회부 기자
- 2000년 2월 : 보도국 정치부 기자
- 2004년 10월 : 보도제작국 시사매거진2580 기자
- 2005년 9월 : 보도국 사회부 기자(시경캡)
- 2008년 9월 : 보도국 정치부 차장
- 2011년 1월 : 문화방송 기자협회 회장
- 2011년 5월 : 앵커(뉴스투데이)
- 2012년 12월 ~ 2018년 1월 : 방송기자연합회 편집위원장
- 2014년 1월 ~ 2017년 12월 : 한국기자협회 부회장
- 2014년 9월 ~ 2017년 12월 : 고려대학교 미디어학부 강사
- 2017년 12월 : 앵커(뉴스데스크), 부장
- 2018년 6월 : 보도국 정치국제에디터(부국장) 겸 정치팀장
- 2018년 11월 ~ 2021년 12월 : 보도국 워싱턴 특파원
- 2022년 3월 ~ 2023년 3월 : 뉴스룸 국장
- 한국방송기자클럽 이사
- 2023년 3월 ~ 2024년 4월 24일: 저널리즘책무실장
- 2024년 1월 ~ : 제13대 방송기자연합회 회장

## 방송
- 《시사매거진 2580》: 2004년 ~ 2005년
- 《MBC 뉴스투데이》: 2011년 5월 30일 ~ 2012년 1월 25일(평일 앵커)
- 《MBC 뉴스데스크》: 2017년 12월 26일 ~ 2018년 7월 13일(평일)

## 수상 경력
- 2011년 : 한국방송인동우회 바른말 보도상